# Ligne du Havre-Graville à Tourville-les-Ifs
La ligne du Havre-Graville à Tourville-les-Ifs est une ligne du réseau ferré français, qui reliait, originellement, la gare du Havre-Graville à celle des Ifs, dans le département de la Seine-Maritime. Partiellement inexploitée par la suite, elle desservait, jusqu'en septembre 2024, les communes périurbaines du Havre, grâce à des trains TER Normandie atteignant Montivilliers voire Rolleville (service appelé « Lézard'express régionale » depuis 2001). En 2027, la ligne C du tramway du Havre réutilisera son tracé jusqu'à Montivilliers.
Elle constitue la ligne no 361 000 du réseau ferré national.

## Histoire

### Chronologie
- 31 décembre 1875 : concession de Harfleur à Montivilliers à la Compagnie des chemins de fer de l'Ouest[2] ;
- 1er octobre 1878 : mise en service de Harfleur à Montivilliers par la Compagnie de l'Ouest[3] ;
- 14 août 1896 : ouverture de Montivilliers à Rolleville par la Compagnie de l'Ouest[3] ;
- 24 décembre 1896 : ouverture de Rolleville aux Ifs par la Compagnie de l'Ouest[3].

### Origine

#### Ouest: d'Harfleur à Montivilliers
Le mémoire sur le projet d'un chemin de fer de Paris à Rouen au Havre et a Dieppe, présenté par l'ingénieur en chef Defontaine en 1837, intègre un embranchement à voie unique, long de 4 200 mètres, sur Montivilliers. Le projet prévoit son détachement à Harfleur de la ligne de Paris au Havre, à une altitude de 31,50 m, pour descendre en suivant le flanc des coteaux de la rive droite de la vallée de la Lézarde et rejoindre la station de Montivilliers, établie dans la partie haute de la ville. Le coût estimé de l'embranchement, y compris la station, est de 630 000 francs. D'autres projets, en 1863 et 1865, n'ont pas de suite.

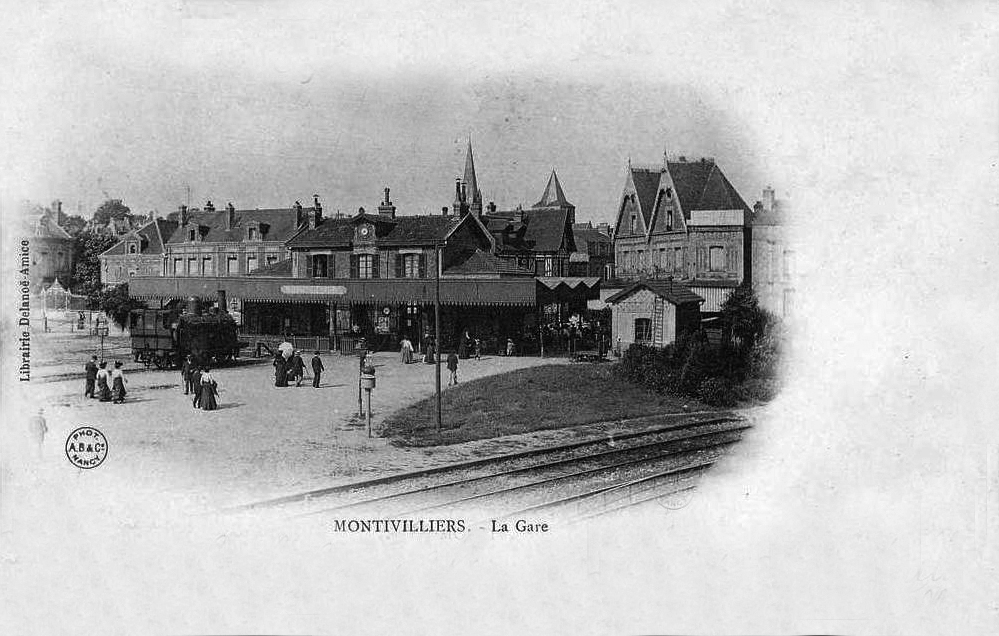
La gare de Montivilliers, vers 1900.

La ligne « de Harfleur à Montivilliers » est concédée à la Compagnie des chemins de fer de l'Ouest par une convention signée entre le ministre des Travaux Publics et la compagnie, le 31 décembre 1875. La convention est approuvée à la même date par une loi qui déclare la ligne d'utilité publique. Lors de la présentation du projet à l'assemblée, il a été précisé qu'elle est réclamée depuis longtemps par les populations et que la compagnie se propose d'organiser, entre Le Havre et Montivilliers, un service de type banlieue avec de nombreux trains.
La Compagnie de l'Ouest ouvre la ligne, à double voie, à l'exploitation le 1er octobre 1878, et elle est inaugurée le 6 du même mois. En 1882, entre les gares du Havre et de Montivilliers, elle dessert les haltes : Graville-Sainte-Honorine, Harfleur, Rouelles et Demi-Lieue.

#### Ouest: de Montivilliers aux Ifs
La loi du 17 juillet 1879 (dite plan Freycinet), portant classement de 181 lignes de chemin de fer dans le réseau des chemins de fer d’intérêt général retient, en no 41, une ligne de « Dieppe au Havre ».
La ligne est concédée à titre éventuel, dans le cadre d'un itinéraire de Dieppe au Havre, par l'État à la Compagnie des chemins de fer de l'Ouest par une convention signée entre le ministre des Travaux publics et la compagnie le 17 juillet 1883. Cette convention est approuvée par une loi le 20 novembre suivant. La ligne est déclarée d'utilité publique et concédée à titre définitif à la compagnie par une loi, le 17 août 1885.
La compagnie ouvre la ligne en 1896, en deux temps : le 14 août, la section, à double voie, de Montivilliers à Rolleville et, le 24 décembre, celle, à voie unique, de Rolleville aux Ifs.

### Ligne de l'État: de 1909 à 1937

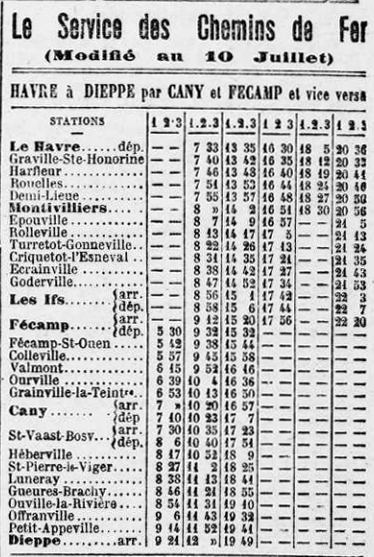
Fiche horaire de 1915.

La ligne entre dans le réseau de l'Administration des chemins de fer de l'État le 1er janvier 1909, jour officiel de la remise de ses actifs par la Compagnie de l'Ouest.
En juillet 1915, la fiche horaire du service des chemins de fer modifié au 10 juillet, publiée dans « Le Petit Havre », indique une utilisation de la ligne pour des relations avec Fécamp, Cany et Dieppe, tandis qu'un train a Montivilliers comme terminus. Les haltes d'Harfleur, Rouelles et Demi-Lieue sont desservies par toutes les circulations (cf. image ci-contre).
Le trafic subit une réduction sensible pendant la Première Guerre mondiale ; en 1917, la ligne est parcourue quotidiennement, dans son intégralité, par un train mixte de la relation Le Havre – Fécamp et par trois trains ouvriers sur la section jusqu'à Rolleville. Ces trains sont essentiellement tractés par des machines des dépôts du Havre et de Fécamp.
En 1937, à la veille du transfert des lignes à la nouvelle Société nationale des chemins de fer français (SNCF), le service ferroviaire quotidien sur la ligne est constitué d'omnibus Le Havre – Fécamp (trois l'hiver et un supplémentaire durant la période estivale) et de navettes de trains ouvriers Le Havre – Rolleville (quatre à cinq).

### Ligne de la SNCF: de 1938 à 2024

#### 1938 à 2001
Le 2 octobre 1938, un décret de coordination ferme la section de Rolleville aux Ifs et au-delà jusqu'à Fécamp.
La Seconde Guerre mondiale provoque une réduction du service sur la section exploitée, qui, en 1940, n'est assuré que par deux à quatre navettes entre Le Havre et Rolleville. Néanmoins, au printemps 1942, un train ouvrier est rétabli sur la relation Le Havre – Fécamp, qui circule donc sur la section coordonnée de Rolleville aux Ifs. La deuxième voie de la section de Harfleur à Rolleville est déposée pendant ce conflit.

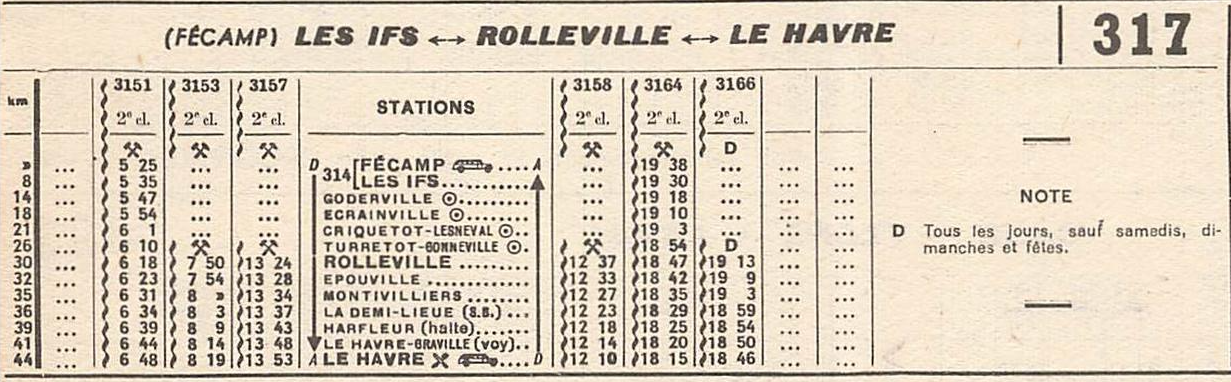
Fiche horaire de 1956.

En 1967, cette ligne, reliant Fécamp au Havre, était connue dans la région sous le nom « train des ouvriers ». Elle transportait quotidiennement au Havre ou à Harfleur et en ramenait, à raison d'un aller-retour par jour, des travailleurs résidant dans les localités desservies. À cette époque, le train comportait généralement en semaine une motrice diesel et neuf voitures de 2e classe pouvant accueillir 50 personnes chacun, mais occupés seulement à 20 % en moyenne en 1966. Un train de marchandises faisait également trois allers-retours par semaine entre Les Ifs et Criquetot-l'Esneval jusqu'à l'automne 1987.
La section entre les gares de Rolleville et Les Ifs est définitivement fermée au trafic voyageurs le 6 avril 1970, celui-ci étant reporté sur route.
Le tronçon toujours exploité entre Le Havre et Rolleville voit sa fréquentation baisser ; en 1994, une « étude d'évolution » conclut à la nécessité de sa modernisation, mais ce projet sera sans suite. Face au risque de sa fermeture, une « charte de coopération » pour son amélioration est signée le 2 décembre 1997 par la région, le département, le Syndicat Intercommunal des Transports de l'Agglomération Havraise (SITRAH) et la SNCF. Cela permet au SITRAH d'effectuer, entre 1998 et 1999, une étude ayant pour projet la promotion d'un réseau de transports en commun de l'aire métropolitaine havraise, complémentaire entre les différents organismes partenaires. Pendant ce temps, la fréquentation de la ligne a baissé de moitié depuis 1994, pour atteindre annuellement 42 000 voyageurs en 1999, ce qui représente une moyenne de 150 voyages quotidiens. L'étude a notamment permis d'aboutir à un protocole d'accord pour la « valorisation de la ligne ferroviaire Le Havre-Rolleville » signé en 2001, par la communauté de l'agglomération havraise, qui a succédé au SITRAH, en partenariat avec la région, le département, la SNCF et RFF.

#### LER: de 2001 à 2024
En septembre 2001, le service sur la relation Le Havre – Montivilliers – Rolleville prend le nom commercial de « Lézard'express régionale » (LER), et est assurée par des autorails cadencés (un train toutes les demi-heures en semaine aux heures de bureau).
La ligne reçoit, en octobre 2006, la certification NF ; elle propose alors vingt-cinq allers-retours quotidiens, dont vingt-et-un sur la relation Le Havre – Montivilliers et quatre prolongés jusqu'à Rolleville.
Du 4 juillet au 28 août 2011, la ligne est fermée entre Harfleur et Rolleville pour des travaux de modernisation, le transport étant assuré par un service de substitution par autocars. Le chantier principal concerne le renouvellement des éléments de la voie sur plus de quatre kilomètres, avec remplacement du ballast (2 000 tonnes), des traverses (3 700 en béton) et des rails pour un coût de 1,4 million d'euros, pris en charge en totalité par RFF ; il inclut également la reprise des passages à niveau 1 bis et 2. Un deuxième chantier consiste à allonger de 30 mètres les quais de la halte de Montivilliers, afin de permettre la desserte par des « rames TER en unité double », dont le coût de 200 000 euros est financé intégralement par la région Haute-Normandie.
Le 1er septembre 2024 (date à laquelle interviennent les dernières circulations de trains TER Normandie), la ligne est définitivement fermée,.

### Ligne de tramway: à partir de 2027
En 2027, la ligne C du tramway du Havre doit réutiliser — après des travaux de réaménagement (incluant la création de trois nouvelles stations) — le tracé de la ligne ferroviaire jusqu'à Montivilliers ; trois lignes d'autobus du réseau LiA assurent une desserte de substitution jusqu'à cette échéance,.

## Tracé

### Section du Havre-Graville à Rolleville (exploitée jusqu'en 2024)

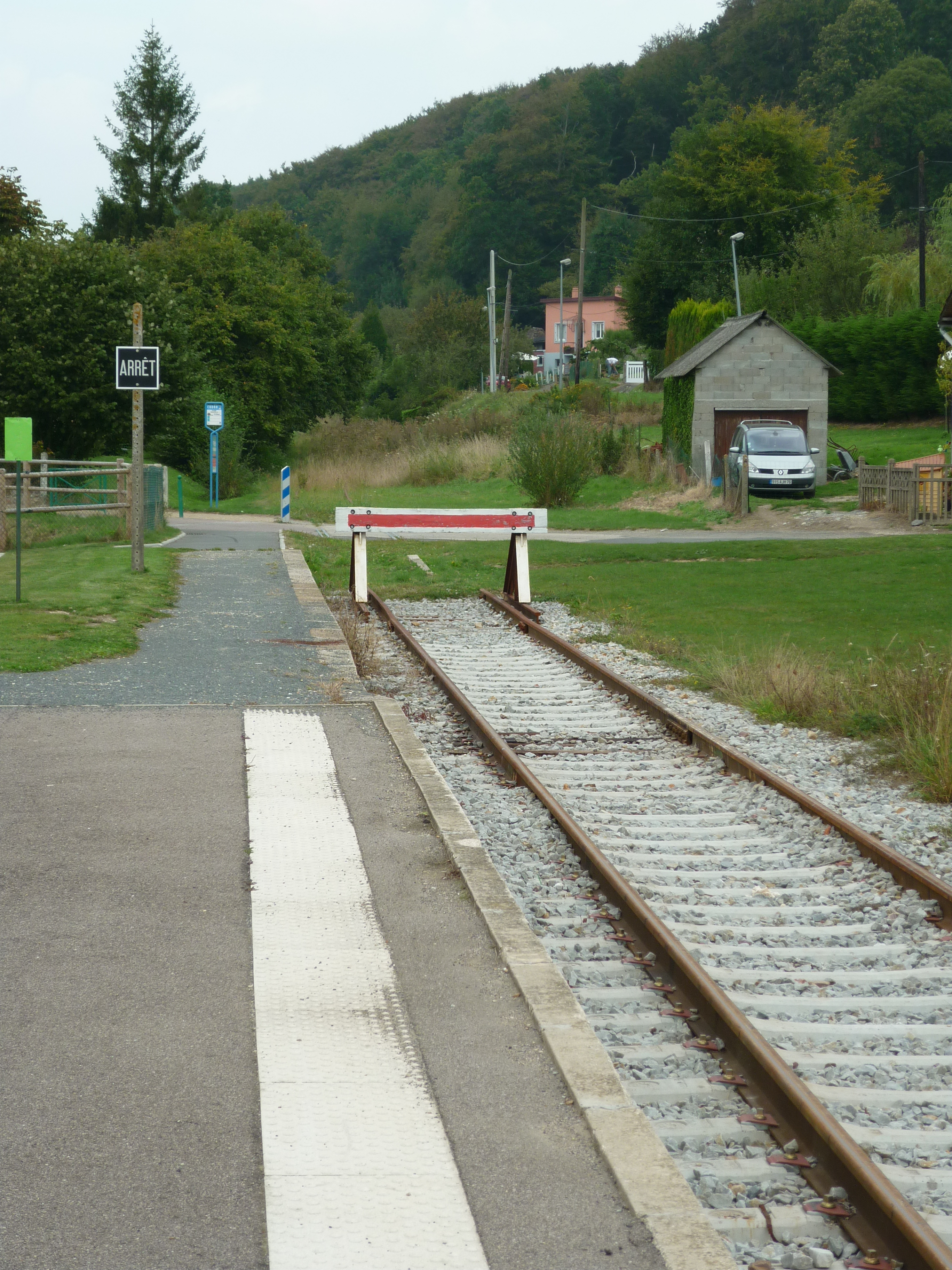
Extrémité de la ligne, à Rolleville. Au-delà, la voie est neutralisée en direction de Tourville-les-Ifs.

Après avoir quitté la gare du Havre-Graville, la voie unique se débranche, sur la gauche, des voies de la ligne de Paris-Saint-Lazare au Havre, peu avant d'arriver à Harfleur. Elle traverse la gare d'Harfleur-Halte au passage à niveau (PN) avec la route départementale 231, puis prolonge sa courbe sur la gauche avant de rejoindre la Lézarde dont elle suit la vallée. Elle croise à niveau la rue Friedrich-Engels, puis poursuit vers le nord et passe sous la route départementale D6382, en parallèle avec le nouveau tracé de la route de Rouelles, section où se trouvait l'ancienne halte de Rouelles. Désormais établie dans une profonde tranchée, elle arrive à la halte de Jacques-Monod-la-Demi-Lieue, qui dessert l'hôpital Jacques-Monod du groupe hospitalier du Havre situé sur la hauteur. Elle poursuit son parcours sur la rive droite de la rivière qu'elle côtoie en fonction de ses méandres et, en arrivant sur Montivilliers, elle entame une grande courbe sur la droite, franchit la rivière, et entame la montée peu avant son arrivée en gare de Montivilliers située dans la ville haute. Juste après la gare, la voie passe sous les voies routières, en bordure du centre-ville, par une tranchée couverte longue de 153 m.
Située maintenant sur la rive gauche, elle s'oriente sur un axe nord-est et franchit de nouveau la rivière, juste avant le passage à niveau de la route de la Payennière. Sur une portion droite, elle passe au PN de la rue du Val de la Drille, franchit encore une fois la Lézarde avant d'effectuer une courbe sur la gauche, passer le PN de la rue Aristide-Briand et arriver en gare d'Épouville, située sur un palier après une pente de 17/‰. Elle continue sa montée par une ligne droite sur un axe nord, côtoie de nouveau le cours de la Lézarde après une courbe sur la gauche et, en direction du nord-ouest, elle rejoint la gare de Rolleville, dans laquelle un heurtoir marque la fin de la section exploitée. Les navettes repartent dans l'autre sens, puisqu'il n'y a qu'une seule voie dans cette gare et il n'y a pas de voie d'évitement dans les gares précédentes.

### Section de Rolleville aux Ifs (neutralisée)
La voie a été neutralisée de Rolleville à Criquetot-l'Esneval, à la suite de l'arrêt du trafic voyageurs en avril 1970.
Elle comportait 25 passages à niveau, dont 18 non gardés, et quelques ouvrages d'art sur le début du trajet après Rolleville. Les rails restent visibles à certains endroits.
En sortie de la gare de Rolleville (altitude 38 m), la voie continue d'emprunter la vallée de la Lézarde, tout en s'écartant de son cours pour gagner de l'altitude. Après le passage à niveau de la Côte de l'Église, la ligne domine le centre de la commune de Notre-Dame-du-Bec en passant derrière son église. La route d'Hermeville passe sous la voie par un tunnel de briques.
La ligne franchit la route de Turretot (D79) par un pont en briques, qu'elle longe ensuite jusqu'à la route de Croismare à la sortie de Saint-Martin-du-Bec. À partir de ce point (altitude 84 m) toutes les traversées de routes et chemins se font par des passages à niveau. La ligne rejoint alors la gare de Turretot - Gonneville (altitude 103 m), située sur la route de Gonneville entre les deux bourgs.
La ligne prend alors une trajectoire plus directe vers Criquetot-l'Esneval. Elle croise la route de Gonneville-la-Mallet à Beuzeville-la-Grenier (D125), la rue de la Régie près d'Anglesqueville-l'Esneval, à nouveau la route de Turretot (D79), la route de Vergetot (D39), puis la rue de la Gare avant l'arrivée en gare de Criquetot-l'Esneval (altitude 126 m).
La ligne suit alors le tracé de la route de Goderville (D139) et file ainsi droit vers l'est sur un peu plus de 2 km, jusqu'au Hameau de la Pastourelle, où elle amorce un virage sur la droite pour arriver en gare d'Écrainville (altitude 101 m) et descendre le val qui contourne le bourg par le sud.
Elle croise alors la route du Château (D68). La configuration de cet endroit laisse supposer qu'il s'agissait d'un PN gardé. Elle retrouve alors la D139 pour la franchir, avant d'entrer en gare de Goderville (altitude 129 m).
La voie traverse la route de Fécamp (D925) au niveau de poste de garde du PN et s'oriente plus au nord. Elle passe à l'ouest de Bretteville-du-Grand-Caux, puis contourne le château de Glatigny par l'ouest à Auberville-la-Renault, avant de rejoindre la gare des Ifs (altitude 115 m).

## Exploitation

### Fréquences de circulation
Jusqu'à sa fermeture en septembre 2024, la ligne est exploitée avec une cadence maximale d'un train toutes les 30 min (entre 7 h 10 à 17 h 40).
Entre Le Havre et Montivilliers, le nombre d'allers-retours quotidiens s'établissait ainsi :
- en semaine et les samedis : 25 ;
- les dimanches et jours fériés : 5.

En semaine et les samedis, cinq allers-retours atteignaient Rolleville via Épouville, trois les dimanches et jours fériés.

### Matériel roulant
Le service d'exploitation de la ligne disposait d'un parc de onze autorails thermiques X 73500, de 82 places chacun, achetés en 1997 et 2002. Huit de ces rames étaient nécessaires pour assurer les relations, les trois autres étant « affectées au Technicentre du Havre ou de Sotteville » pour de la maintenance.